# Момбаруццо
Момбаруццо (итал. Mombaruzzo) — коммуна в Италии, располагается в регионе Пьемонт, в провинции Асти.
Население составляет 1152 человека (2008 г.), плотность населения составляет 52 чел./км². Занимает площадь 22 км². Почтовый индекс — 14046. Телефонный код — 0141.
Покровительницей коммуны почитается святая равноапостольная Мария Магдалена, празднование 22 июля.

## Демография
Динамика населения:

## Администрация коммуны
- Официальный сайт: http://www.comune.mombaruzzo.at.it